# الطرق الوطنية في المغرب
الطرق الوطنية في المغرب، هي طرق مهمة ورئيسية، حيث تعبر وتربط بين عدد من المدن على عكس الطرق الإقليمية أو الطرق الجهوية، وتعتبر الطريق الوطنية 1، هي أطول طريق وطنية في المغرب. ويتم استخدام الطرق الوطنية مجانا بدون رسوم، وهي مفتوحة في وجه جميع أنواع المركبات. وتتوفر بعض المقاطع في الطرق الوطنية على طرق سريعة، خصوصاً المقاطع التي تعرف حركة كبيرة للمركبات.
تعبيد، صيانة، وتشغيل، ومراقبة هذه الطرق هي من مسؤولية مشتركة بين كل من وزارة النقل واللوجيستيك ووزارة التجهيز والماء.

## قائمة الطرق الوطنية في المغرب

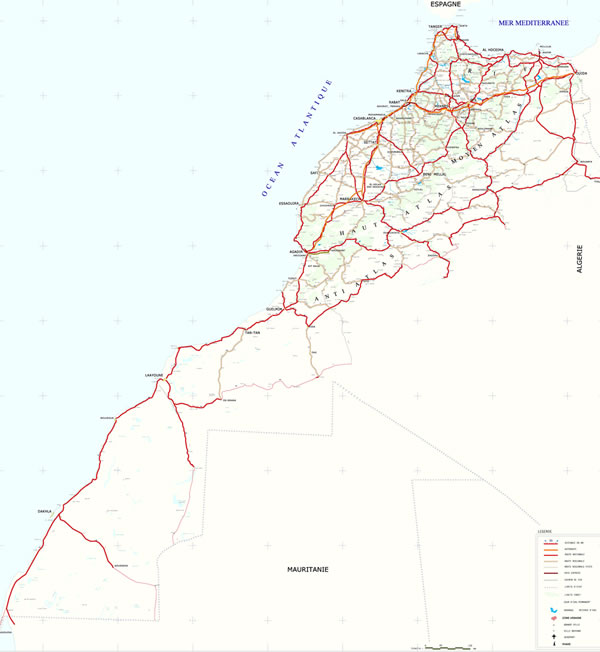
الشبكة الطرقية في المغرب

حسب التصنيف الجديد، والذي بدأ العمل به، إبتداءاً من سنة 2018:
- N1
: طنجة – الكركرات
- N1A
 : العرائش – القصر الكبير
- N1B
 : الطريق الوطنية رقم 1 - الداخلة
- N2
 : طنجة – أحفير
- N3
 : العركوب – أغوينيت
- N4
 : القنيطرة – فجيج
- N5
 : العيون – كلتة زمور
- N6
 : سلا – وجدة (الحدود الجزائرية)
- N7
 : سيدي إسماعيل – طاطا
- N7A
 : آسفي – مراكش
- N8
 : الصويرة – كالا إيريس
- N9
 : المحمدية – امحاميد الغزلان
- N10
 : أكادير – الرشيدية
- N11
 : سطات – أكادير
- N11A
 : أكادير – تماعيت إزدار (الطريق السيار A3)
- N12
 : برشيد – تنغير
- N13
 : شفشاون – الرشيدية
- N14
 : طانطان – بوكراع
- N15
 : العروي – ميدلت
- N16
 : طنجة – السعيدية
- N17
 : السعيدية – الكويرة
- N17A
 : الريصاني – الطاوس
- N17B
 : السمارة – أمكالة
- N17C
 : كلتة زمور – الحدود مع موريتانيا
- N17D
 : مجيك – الحدود مع موريتانيا
- N17E
 : أغوينيت – الحدود مع موريتانيا (الشمال الشرقي)
- N17F
 : أغوينيت – الحدود مع موريتانيا (الجنوب)
- N19
 : الناظور – تندرارة (الحدود الجزائرية)
- N21
 : سيدي إفني – آسا
- N23
 : بوزنيقة – ورزازات
- N25
 : الرباط – دمنات
- N27
 : مولاي بوسلهام – مكناس
- N29
 : قاسيطة – إزحيليكة